# Utero setto
L'utero setto è una malformazione congenita che coinvolge il corpo e la cavità uterina, la quale risulta essere divisa da una membrana costituita da tessuto fibroso (o muscolo-fibroso), ossia un setto, longitudinale. In questa condizione, che non coinvolge l'esterno dell'utero, il quale mantiene una forma normale e tipica, il difetto può essere definito parziale, interessando solo la parte superiore della cavità, nel qual caso si parla di "setto incompleto", definito "parziale" o "subsetto" a seconda della dimensione del setto, o completo, risultando nella completa divisione della cavità e nella formazione di una doppia cervice. In alcuni casi meno frequenti, l'estensione del setto può arrivare fin nella vagina, risultando in una "doppia vagina".

## Sintomi
In alcuni casi, l'utero setto può essere una condizione del tutto asintomatica e la persona che ne è affetta può non accorgersi di questa sua malformazione per tutta la vita se non è soggetta a gravidanze. Anche in quel caso, comunque, l'utero setto può non interferire negativamente con la capacità di procreare, anche se talvolta, sempre a seconda della dimensione del setto, esso può complicare la gravidanza con infertilità, aborti spontanei o anomalie del parto in generale, compreso il verificarsi di un parto prematuro. Per quanto riguarda in particolare gli aborti spontanei, in letteratura si trovano pareri discordanti sia sulla frequenza con cui questi si verificano, sia su periodo in cui essi avvengono con maggiore probabilità: in genere primo o secondo trimestre.
Talvolta l'utero setto può essere responsabile di dismenorrea, dispareunia e dolori pelvici in generale, poiché a esso sono state associate anche alcune malformazioni scheletriche.

## Epidemiologia
Uno studio di screening effettuato da Woelfer et al. su donne che non avevano mai manifestato problemi riproduttivi, ha scoperto che circa il 2,6% del campione aveva un utero setto; tra le varie anomalie, la più comune era l'utero arcuato (6,6%), mentre l'utero bicorne aveva un'incidenza dello 0,5%.
Studi effettuati su popolazioni di donne che avevano subito aborti spontanei ricorrenti hanno mostrato che circa il 15% delle pazienti era affetto da problemi anatomici dell'utero, di cui il più frequente era l'utero setto.

## Eziologia
Durante l'embriogenesi, l'utero si forma attraverso la fusione dei due dotti di Müller, noti anche come dotti paramesofrenici, che scendono dai reni verso la vulva. Nel corso di tale fusione, un processo di riassorbimento che prosegue in direzione caudo-craniale porta all'eliminazione della parte di tessuto che separa i due dotti e quindi alla formazione della vagina e un'unica cavità uterina. Ciò significa quindi che la presenza di un setto più o meno accentuato è evidenza del fatto che tale riassorbimento, per motivi non ancora del tutto noti, non è andato del tutto, se non completamente, a buon fine.

## Clinica

### Diagnostica
Un esame un tempo utilizzato per constatare la condizione di utero setto era la isterosalpingografia, un test radiografico che utilizza raggi X e un liquido di contrasto, in modo da indagare la morfologia dell'utero e delle tube di Falloppio, che tuttavia restituisce un'immagine dell'utero che, in caso di utero setto, può essere facilmente confusa con quella di un utero bicorne. 
Con l'avvento di nuove tecniche diagnostiche, la presenza di un setto è oggi esaminata attraverso l'ecografia transvaginale, la sonoisterografia, ossia un'ecografia che indaga l'interno della cavità uterina, la risonanza magnetica nucleare, che fornisce immagini dettagliate della struttura del corpo umano attraverso la registrazione di un segnale che emettono le cellule se sottoposte ad un campo magnetico intenso, e l'isteroscopia, una tecnica endoscopica che consente l'esplorazione della cavità uterina grazie all'uso di sonde ottiche.
L'ultima tecnica sviluppata in ordine di tempo, ritenuta dagli specialisti particolarmente performante, è l'ecografia transvaginale tridimensionale.

### Diagnosi differenziale
Nel corso della diagnosi differenziale dei sintomi riscontrati, occorre tenere presente le altre forme di malformazioni uterine esistenti. Un utero arcuato, ad esempio, contiene un residuo di setto craniale che risulta essere più piccolo di un setto incompleto, o subsetto, ma la differenza tra le due condizioni non è ben standardizzata in letteratura.
Talvolta un utero bicorne può essere confuso con un utero setto in quanto in ognuno dei due casi si ha una divisione della cavità uterina, tuttavia nel primo caso si ha la presenza di un corpo uterino cranialmente sdoppiato, mentre nel secondo il corpo uterino è unico. Mentre infatti la prima condizione rappresenta la conseguenza di una fusione incompleta dei dotti di Müller, la seconda rappresenta la conseguenza di un incompleto riassorbimento. Benché siano simili, in sede di differenziale è necessario riuscire a distinguere in presenza di quale delle due condizioni ci si trovi, poiché mentre un utero setto può essere corretto con una metroplastica isteroscopica, nel caso di un utero bicorne potrebbe essere necessaria una metroplastica condotta in laparotomia.

## Trattamento
Fino a non molto tempo fa la correzione chirurgica delle malformazioni veniva effettuata attraverso l'addome tramite l'apertura completa della cavità uterina. In seguito è diventata disponibile una strumentazione tecnologica molto raffinata per la correzione dei difetti dell'apparato genitale femminile tramite l'accesso isteroscopico, che permette di effettuare un intervento chirurgico dall'interno in maniera poco invasiva.
Solitamente si considera non necessaria la rimozione di un setto che non ha mai causato problemi, specialmente in donne che non hanno intenzione di affrontare gravidanze. Tra gli specialisti ginecologici è comunque attuale una controversia circa la rimozione del setto come atto di profilassi volto a ridurre il rischio di aborto spontaneo prima che intervenga uno stato di gravidanza o prima che una paziente si sottoponga a una procedura di trattamento dell'infertilità.
Attualmente, quindi, l'intervento chirurgico per le anomalie mülleriane è indicato nelle donne con dolore pelvico, endometriosi, anomalie ostruttive, aborti ricorrenti e parto pretermine, mentre per problematiche più lievi relative all'utero setto e bicorne si utilizzano procedure isteroscopiche.